# Bahnhof Surrey Quays

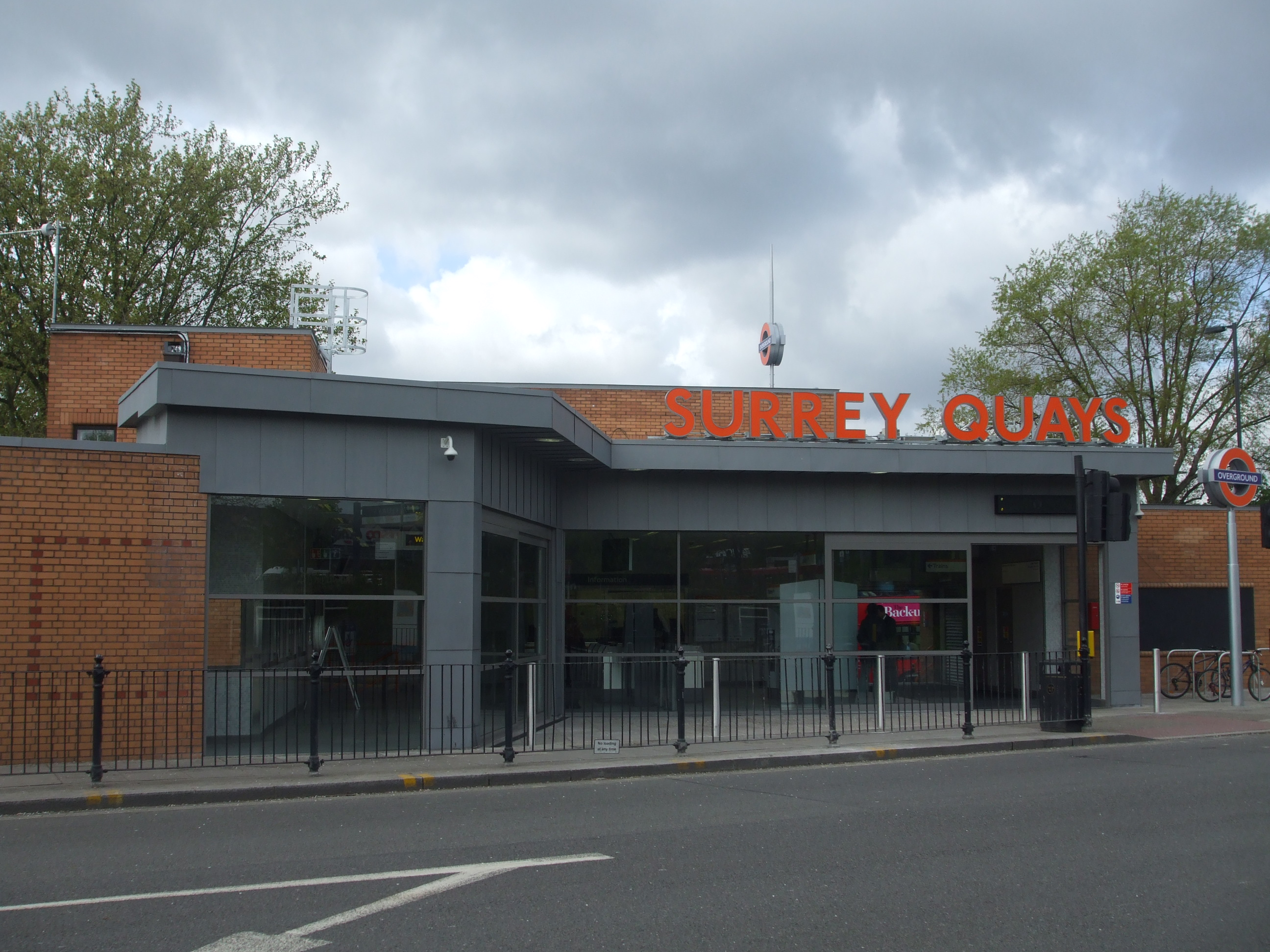
Bahnhofsgebäude

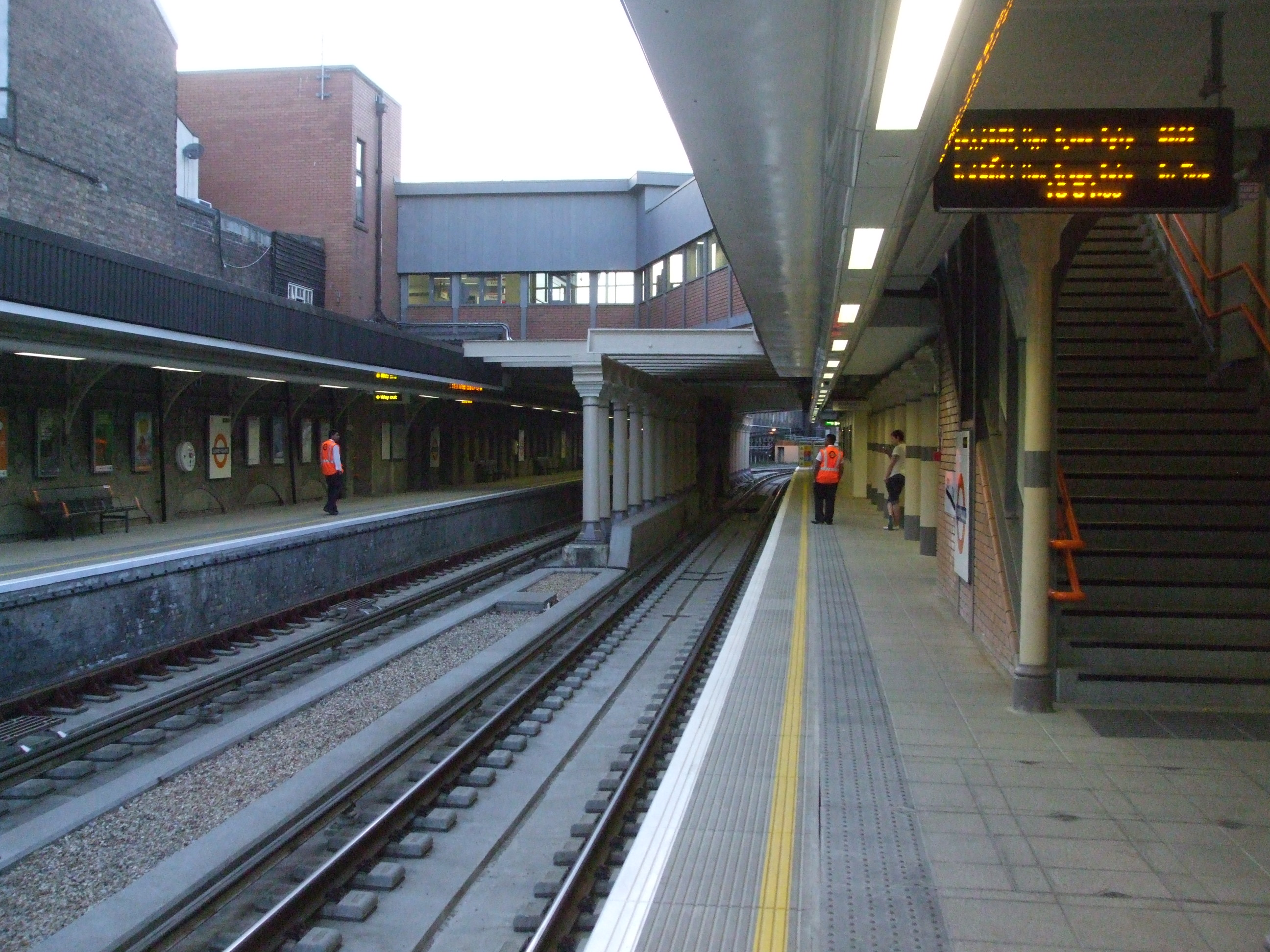
Blick auf die Bahnsteige

Surrey Quays ist ein unterirdischer Bahnhof der London Overground (bis 2007 London Underground) im Stadtbezirk London Borough of Southwark. Er liegt in der Travelcard-Tarifzone 2 an der Kreuzung von Lower Road und Redriff Road. Im Jahr 2013 nutzten 2,044 Millionen Fahrgäste den von der East London Line bedienten Bahnhof.

## Geschichte
Nach der Eröffnung des Bahnhofs am 7. Dezember 1869 führte zunächst die London, Brighton and South Coast Railway, die bei New Cross Gate eine Verbindung zwischen ihrem Streckennetz und der East London Line besaß, den Personenverkehr durch. Am 1. Dezember 1884 nahmen die Metropolitan Railway (MR, heute Metropolitan Line) und die Metropolitan District Railway (MDR, heute District Line) den U-Bahn-Betrieb auf. In den ersten drei Jahrzehnten hieß der Bahnhof Deptford Road, am 17. Juli 1911 erhielt er die neue Bezeichnung Surrey Docks, ein Hinweis auf die nahe gelegenen Surrey Commercial Docks.
Die MDR stellte ihren Betrieb am 31. Juli 1905 ein, die MR am 2. Dezember 1906, so dass die Strecke vorübergehend nur dem Güterverkehr diente. Ab 31. März 1913 befuhren Züge der MR wieder die nunmehr elektrifizierte East London Line. Seit der Schließung der Verbindungskurve St Mary’s Curve bei Whitechapel am 5. Oktober 1941 war die East London Line betrieblich eigenständig. Seit dem 24. Oktober 1989 heißt der Bahnhof Surrey Quays, benannt nach dem gleichnamigen Einkaufszentrum, das im selben Jahr seine Tore öffnete. Diese Umbenennung stieß zunächst auf Kritik, weil viele Einheimische der Ansicht waren, ihre Traditionen würden ausradiert. Der Name setzte sich jedoch rasch durch und das Gebiet um die ehemaligen Surrey Docks ist heute allgemein als Surrey Quays bekannt. Pläne, die Jubilee Line bzw. Fleet Line in Surrey Quays halten zu lassen, wurden niemals realisiert.
Zwischen dem 25. März 1995 und dem 25. März 1998 war die gesamte Strecke wegen Renovierungs- und Modernisierungsarbeiten für jeglichen Verkehr gesperrt. Am 22. Dezember 2007 wurde die East London Line erneut geschlossen, um sie zu modernisieren und an beiden Enden zu verlängern. Seit dem 27. April 2010 ist die Strecke nach zweieinhalbjähriger Bauzeit wieder offen und ein Teil von London Overground. Am 9. Dezember 2012 folgte die Eröffnung einer 2,5 Kilometer langen Verbindungsstrecke zum Bahnhof Queens Road Peckham an der South London Line; dadurch können Züge bis nach Clapham Junction verkehren.